# Montreuil-le-Gast
Montreuil-le-Gast is een gemeente in het Franse departement Ille-et-Vilaine (regio Bretagne). De plaats maakt deel uit van het arrondissement Rennes. Montreuil-le-Gast telde op 1 januari 2022 2.048 inwoners.

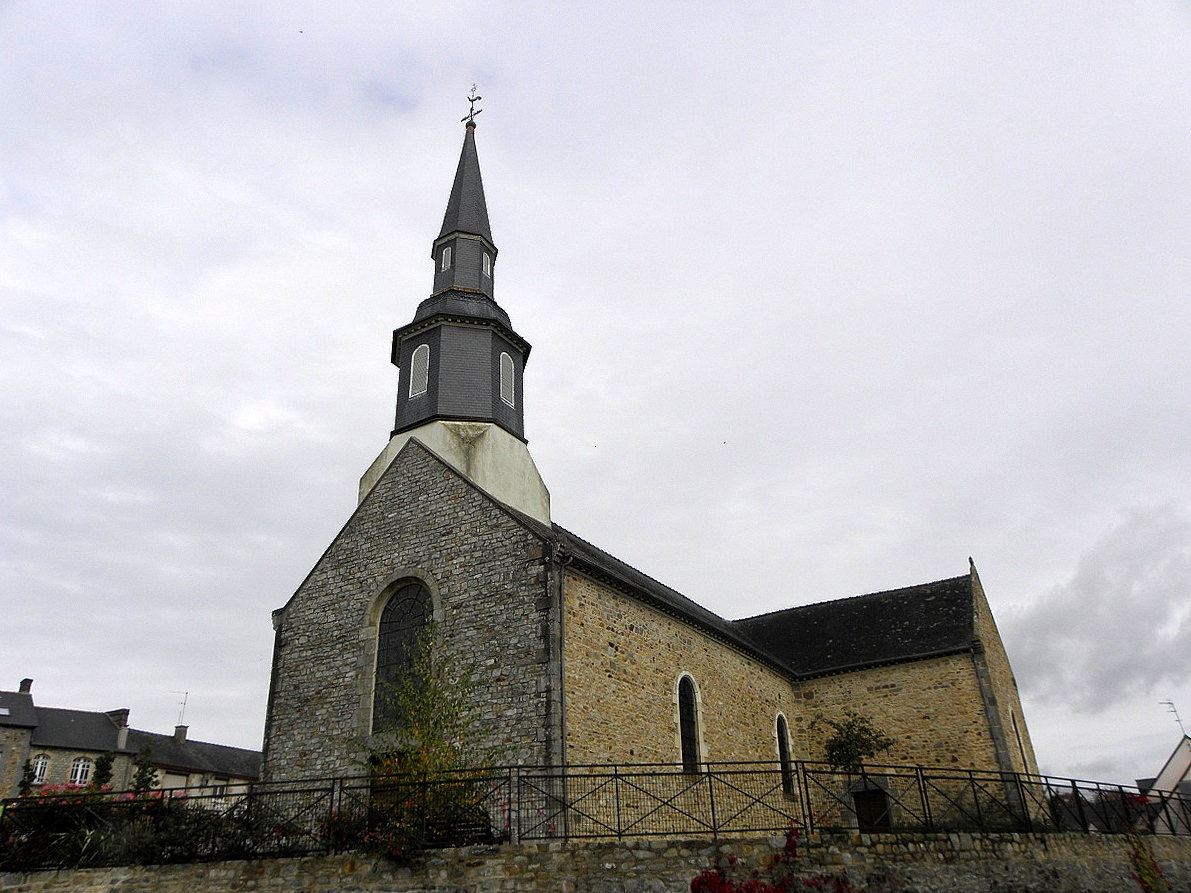
Kerk in Montreuil-le-Gast
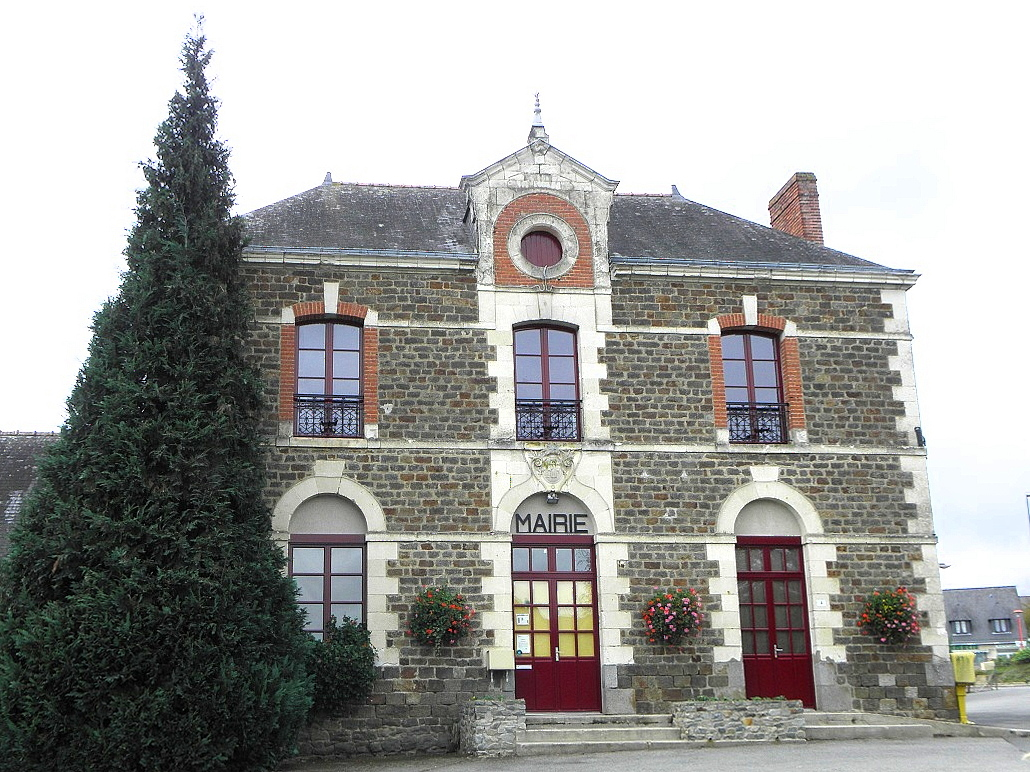
Gemeentehuis

## Geografie
De oppervlakte van Montreuil-le-Gast bedroeg op 1 januari 2022 9,14 vierkante kilometer; de bevolkingsdichtheid was toen 224,1 inwoners per km².

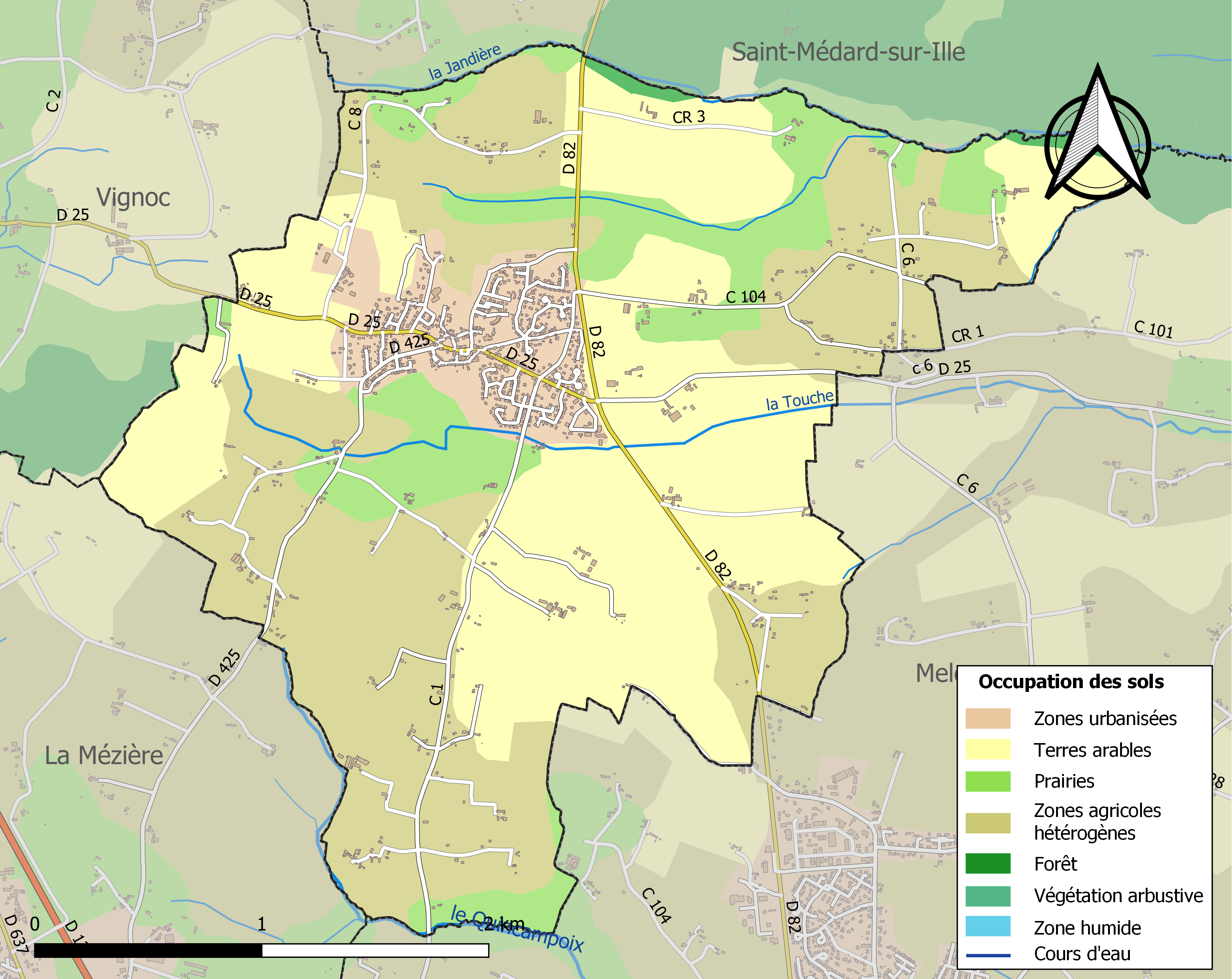
Kaart van de gemeente met belangrijkste infrastructuur, bodemgebruik en omliggende gemeenten

## Demografie
Onderstaande figuur toont het verloop van het inwonertal (bron: INSEE-tellingen).